# Dischidia cochleata
Dischidia cochleata är en oleanderväxtart som beskrevs av Carl Ludwig von Blume. Dischidia cochleata ingår i släktet Dischidia och familjen oleanderväxter. Inga underarter finns listade i Catalogue of Life.